# Karbala SC
Der Karbala Sports Club (arabisch نادي كربلاء) ist ein irakischer Fußballverein aus Kerbela. Aktuell, Stand Juli 2025, spielt der Verein in der zweiten Liga.

## Stadion
Der Verein trägt seine Heimspiele im Karbala International Stadium in Kerbela aus. Das Stadion hat ein Fassungsvermögen von 30.000 Personen.

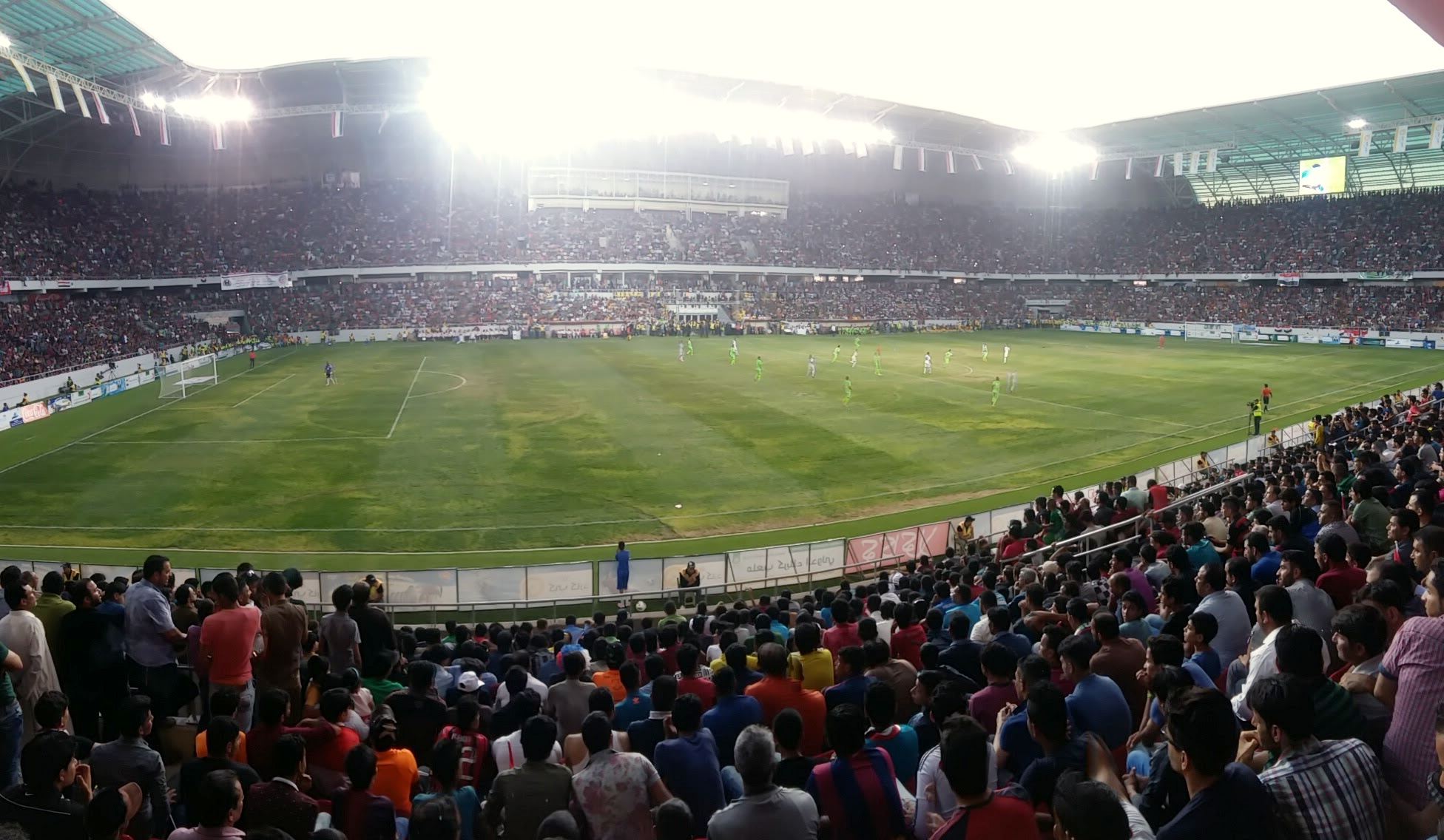
Karbala International Stadium

## Aktueller Kader
Stand: September 2024
| Nr. |       | Position | Name                   |
| --- | ----- | -------- | ---------------------- |
| 1   | Irak  | TW       | Abdulaziz Ammar        |
| 7   | Irak  | ST       | Abdul-Qadir Tariq      |
| 10  | Irak  | ST       | Mushtaq Talib          |
| 14  | Irak  | AB       | Ali Salih              |
| 16  | Irak  | ST       | Mustafa Radhi          |
| 19  | Irak  | MF       | Nour Al-Mustafa Ghanim |
| 21  | Irak  | ST       | Salah Hassan           |
| 22  | Irak  | TW       | Zainulabdeen Nassif    |
| 27  | Irak  | MF       | Abbas Salih            |
| 55  | Jemen | AB       | Ahmed Al-Wajeeh        |
| 66  | Irak  | MF       | Abdullah Hassoon       |

| Nr. |                | Position | Name              |
| --- | -------------- | -------- | ----------------- |
| 71  | Irak           | MF       | Abdulabbas Ayad   |
| 79  | Irak           | ST       | Mazin Fayyadh     |
| 82  | Burkina Faso   | AB       | Mohamed Ouattara  |
| 91  | Irak           | ST       | Hussein Talib     |
| 92  | Irak           | AB       | Mohammed Saad     |
| 99  | Marokko        | MF       | Karim Benarif     |
|     | Burkina Faso   | AB       | Soumaïla Ouattara |
|     | Elfenbeinküste | MF       | Ali Diakité       |
|     | Mali           | MF       | Makan Samabaly    |
|     | Liberia        | ST       | William Jebor     |

## Trainer
Stand: Oktober 2024
| Trainer            | von                | bis               |
| ------------------ | ------------------ | ----------------- |
| Akram Salman       | 1. Juli 1978       | 30. Juni 1979     |
| Adel Khudhair      | 1. Januar 2003     | 30. Juni 2003     |
| Abdul-Ghani Shahad | 1. Juni 2009       | 31. März 2010     |
| Yahya Alwan        | 20. September 2013 | 6. Januar 2014    |
| Haidar Mahmoud     | 8. Dezember 2017   | 25. April 2018    |
| Ahmed Daham        | 11. Juli 2018      | 17. Juli 2018     |
| Fouad Jawad        | 17. August 2020    | 30. Juni 2022     |
| Haidar Aboodi      | 17. Februar 2023   | 25. Dezember 2023 |
| Hussam Fawzi       | 26. Dezember 2023  | 30. Juni 2024     |
| Hassan Ahmed       | 2. September 2024  |                   |